# سیارک ۲۱۴۰۲
سیارک ۲۱۴۰۲ (به انگلیسی: 21402 Shanhuang، نامگذاری:1998FE58) بیست و یک هزار و چهارصد و دومین سیارک کشف شده‌است که در ۲۰ مارس ۱۹۹۸ کشف شد.
قدر مطلق سیارک برابر ۸.۹ است.